# William Ganz
William Ganz (ursprünglich Vilém Ganz; * 7. Januar 1919 in Košice; † 10. November 2009 in Los Angeles) war ein slowakisch-US-amerikanischer Kardiologe. Zusammen mit Harold Jeremy Swan entwickelte er einen Ballonkatheter, der die Messung der Drücke im rechten Herzen und in der Arteria pulmonalis ermöglicht (Swan-Ganz-Katheter).

## Leben
Ganz wurde in Kaschau in der östlichen Slowakei geboren. An der Karlsuniversität in Prag begann er 1937 ein Medizinstudium, musste es jedoch 1939 nach dem Einmarsch der Wehrmacht abbrechen. Wegen seiner jüdischen Herkunft wurde er von den Nationalsozialisten verfolgt und zunächst in einem Arbeitslager interniert, konnte aber schließlich in Budapest im Untergrund überleben. Sein Medizinstudium schloss er nach dem Krieg an der Karlsuniversität ab, und er bildete sich zum Kardiologen weiter. 1966 wanderte er nach Amerika aus, wo er an der Cedars-Sinai-Klinik in Los Angeles seine ärztliche Tätigkeit fortsetzen konnte. 1970 entwickelte er dort zusammen mit dem Chefarzt der kardiologischen Abteilung, Jeremy Swan, den nach ihnen benannten neuartigen Pulmonaliskatheter. Ab 1982 war er führend an Studien beteiligt, die die medikamentöse Auflösung von Blutgerinnseln bei Herzinfarktpatienten zum Ziel hatten (Thrombolyse). Seine wissenschaftlichen Leistungen wurden 1992 mit einem Preis der Amerikanischen Kardiologengesellschaft gewürdigt. William Ganz verstarb im Alter von 90 Jahren in Los Angeles.

## Veröffentlichungen (Auswahl)
- H. J. Swan, W. Ganz, J. Forrester, H. Marcus, G. Diamond, D. Chonette: Catheterization of the heart in man with use of a flow-directed balloon-tipped catheter. In: N Engl J Med. Band 283, 1970, S. 447–451. PMID 5434111.
- W. Ganz, I. Geft, J. Maddahi, D. Berman, Y. Charuzi, P. K. Shah, H. J. Swan: Nonsurgical reperfusion in evolving myocardial infarction. In: J Am Coll Cardiol. Band 1, Nr. 5, 1983, S. 1247–1253. PMID 6833664.